# Мезьофьолд
Мезьофьолд (на унгарски: Mezöföld) e низина в Унгария, заемаща източната част на региона Дунантул, в централната част на Среднодунавската низина, разположена между река Дунав на изток, езерото Балатон на запад и възвишенията Вертеш на север и Мечек на юг. Средната ѝ надморска височина е 120 – 160 m. Мезьофьолд представлява плоска, слаборазчленена равнина, изградена от алувиални и льосови наслагания. По източната ѝ периферия протича участък от средното течение на Дунав, а през нея – река Шио (десен приток на Дунав) и левият ѝ приток Шед. Низината е изцяло земеделски усвоена, като се отглеждат зърнени култури (пшеница, царевица) и овощни и зеленчукови градини. Най-големият град е Секешфехервар, разположен в северната ѝ част.